# شهرستان ارناسای
ناحیهٔ ارناسای (به ازبکی: Arnasay District) یک ناحیه در ازبکستان است که در ولایت جیزک واقع شده‌است. ناحیه ارناسای ۲٬۲۰۰ کیلومتر مربع مساحت و ۴۹٬۹۰۰ نفر جمعیت دارد.